# 흑역사
흑역사(일본어: 黒歴史 쿠로레키시[*])란 애니메이션 작품 《턴에이 건담》에 등장한 용어로 극중 과거에 일어난 우주전쟁의 역사를 가리킨다.
없었던 일로 해버리고 싶은 혹은 없던 일로 된 과거의 일을 가리키는 신조어로 사용되기도 한다. 흑역사의 반대말로 더 평가되고 알려져야하는 과거의 일을 가리키는 신조어 백역사(일본어: 白歴史 시로레키시[*])가 있다.

## 개요
〈흑역사〉란 태고의 우주 문명 시대를 거쳐 반복되었던 수많은 우주 전쟁의 역사의 총칭을 말하며 《∀건담》은 흑역사 마지막 대재해에서 부흥하여 수천년 남짓의 시간을 들여 어느 정도의 생활·문명 레벨을 되찾은 〈정력(正歷)〉시대의 이야기이다.
애니메이션 《∀건담》에서는 이미 멸망한 태고 우주문명시대에 수천년 ~ 1만년 전후 간 오래간에 걸쳐 반복되오던 수많은 우주전쟁의 역사를 〈흑역사〉라 부르고 있다. 건담 시리즈에서 그려진 이야기는 전부 거기에 포함되어 있다.
모빌 슈츠 ∀건담에 의해 지구권 전토에 살포된 〈월광접〉의 나노머신 효과에 의해 인류 문명은 쇠퇴하여 산업혁명 이전 수준까지 백지화되었다. 그 같은 사태를 초래한 경위에는 많은 궁금증이 남겨져있고 상세한 내용은 밝혀져 있지 않다.
《∀》는 이 월광접의 재난을 극복하고 수천여년의 시간을 들여 어느정도의 생활・문명수준을 회복한 정력 시대의 이야기이다.
건담시리즈에는 초대 《기동전사 건담》및 그 속편인 〈우주세기 시리즈〉뿐만이 아닌 《기동무력전 G건담》의 〈미래세기〉, 《신기동전기 건담W》의 〈애프터 콜로니〉, 《기동신세기 건담X》의 〈애프터 워〉라는 각각 별개의 세계, 역사를 무대로 하는 작품이 존재한다. 건담 원작자인 토미노 요시유키는 《∀》에 대해 〈우주세기 시리즈〉도, 그 외 작품들의 세계관의 역사도 전부 포함하고, 〈흑역사〉의 하나로서 놓는다는 새로운 시점을 제시했다.
또 《∀》후에 제작된 《기동전사 건담 SEED》의 〈코즈믹 이라〉도, 《SEED》후 발표된 《∀》의 후일담을 그린 만화 《∀건담 달의 바람》에서 흑역사의 일부에 포함되었다. 또 그 후에 제작된 《기동전사 건담00》에 의한 〈서력〉이 흑역사 속에 포함되어 있는지는 언급되어있지 않다.
흑(黑)에는 〈불길한 것, 좋지 않은 것〉이라는 의미 외에 모든 색을 혼합했다는 관점에서 〈모든 것을 포함한다〉라는 의미도 있다. 또한 〈∀〉이란 〈모든 것〉이라는 의미의 수학 기호로 과거 작품군을 총괄한다는 테마의 하나로 한 《∀》의 방향성과 일치한다.
작중 이것을 묘사할 때마다 매번 흐른 간노 요코의 〈Black History〉라는 곡이 있다. 이 곡은 이 작품을 상징하는 음악으로 관련 작품에서도 많이 쓰이고 있다. 이외 같이 영어로 직역하면〈black history〉이 되지만, 해외판에서는 흑인 차별이라는 이유로 Black 대신 〈dark history〉로 번역되고 있다.

## 작중 묘사
《∀건담》의 무대가 되는 정력 세계에서 흑역사는 달의 백성들 사이에서도 한정된 자들밖에 접할 수 없었다. 아그리파 멘테나 등 멘테나 일족이 관리하고 있으며 〈겨울궁전〉에 봉인되어 있었다. 문 레이스와 지구인들과의 분쟁 중 달의 여왕 디아나 소렐의 일행 앞에서 흑역사의 기록 영상이 상영되었다.
흑역사의 영상은 과거 우주전쟁(과거 건담 시리즈)의 것으로, 작품에서는 과거 건담 시리즈와 이어져 있는 듯한 문물이 몇개나 등장한다. 또 〈우주 세기〉는 《∀건담》의 시대・정력2343년으로부터 약 1만년 전(극장판에서는 5000년 전)의 이야기였던 것 같다는 이야기가 나온다.
게다가 이 영상에서는 일찍이 뉴타입이라 불리는 사람들을 중심으로 하는 우주 이민자들은 역사의 반에서 지구권과 연을 끊고 스페이스 콜로니째 외우주로 신천지를 향해 떠나간 이야기도 나온다. 게다가 《달의 바람》에 의하면 그들은 공간도약기술을 확립하여 온 우주를 무대로 문명영역을 확대해 독자적으로 진화를 거듭해왔다고 한다. 그 저편의 이문명으로부터 당시의 지구로 우연히 표착한 것이 턴 X이며, 또 자신들의 의지로 외우주에서 지구권으로 귀환을 시도한 자들이 이후의 문 레이스의 선조들이었다고 나온다.
이 흑역사에는 많은 기술 정보도 남겨져 있었기에 지구의 산업 혁명의 뜻을 받들어 귄 서드 라인포드는 김가남 측에 붙으면서까지 이 기술을 손에 넣으려 계략을 꾸몄다. 그리고 흑역사는 분쟁종결 후에 디아나의 의지로 개방되어 민중의 눈으로 접할 수 있게 되었다.
단, 원래 지구에서도 흑역사의 일부는 마뉴피치에 전해지는 건담 시리즈의 시작부터 세계의 끝까지를 추상적으로 이야기한 것이었으며 《∀건담 기록전집》에 의하면 지역에 따라서는 《기동무투전 G건담》의 이야기가 신화로서 알려졌다고 한다(같은 이야기는 제 1급 테크노 하자드인 〈DG 세포재해〉로도 기록이 남아있다).
후쿠이 하루토시가 집필한 《달에 고치 땅에는 과실》에서는 〈겨울성〉의 비주얼 데이터실에서 디아나가 밝히는 흑역사의 범위로 《V건담》까지 언급하고 있으나 그 이후의 어나더 건담 작품에서는 묘사가 없다. 또 영상과 함께 기렌이나 허만, 샤아의 연설이 차례로 흐르고, 마지막에는 퍼스트 건담의 영상판 《해후의 우주》에서의 라라아・슨의 말로 결실을 이룬다고 하는 소설판 독자적인 묘사가 이루어져 있다.
또 본편에서는 확실한 묘사조차 없으나, SD건담시리즈의 세계에도 포괄되어 있다고 하는 설정도 존재하며, 기획단계에서는 SD체형 모빌슈츠가 발굴된다고 하는 계획안도 있었다고 한다.(건담 에이스 2007년 6월호 야스다 아키라 《∀의 추억3》에서).
이것에 관련성을 보일 수 있는 것으로는 2000년에 방영된 《SD건담 무샤제네레이션》을 예로 들 수 있다. 이 작품에서는 무사 건담등의 캐릭터는 종전 《SD전국전》시리즈의 의해 의지를 받아 생명체로서가 아닌 사람이 탑승하는 거대 로봇으로 그려졌다. 이 무사들은 어느 시대 어디인지도 알 수 없는 천주(어스)라 불리는 땅에서 발굴된 SD체형 모빌슈츠들로, 복원되는 과정에서 갑옷풍 장식이 더해진 것이라고 설정되어 있다. 그리고 〈기동병기〉인 무사들은 이야기 마지막에서 자기의지를 획득하여 〈기계생명체〉로 진화한다. 그 후 시간은 아득히 흘러 《SD전국전》의 세계로 이어진다고 하는 결말이 그려져 있다.

## 흑역사의 유산
《∀건담》의 세계에는 이른바 초고대문명의 로스트 테크놀로지(오버 테크놀로지)로서 〈흑역사의 유산〉이라 불리는 갖가지 기기가 등장한다. 가장 대표적인 것은 〈기계인형〉이라 불리는 거인같은 병기로, 이것은 흑역사라 여겨지는 과거시대에 모빌 슈츠(MS)라고 불리던 인간형 유인기동병기이다. 이것은 먼 과거에 〈월광접〉에 의해 매장되어 《∀》시대에 〈마운틴 사이클〉이라 불리는 곳에서 거의 원형을 유지한 상태로 발굴되었다. 기계인형 이외에도 이동요새나 우주전함 등의 대형 운송수단도 발굴되었다. 이것들은 과학력이 문 레이스에 비해 굉장히 뒤떨어져 있는 지구인들의 귀중한 전력으로 활약하고 있다.
흑역사의 유산으로서 〈우주세기〉라 불린 시대의 병기가 다수 발굴되었다. 예를 들어 〈볼자논〉이라 불리는 〈자쿠〉나, 〈카풀(KAPOOL)〉과 닮은 모습을 한 〈카풀(CAPULE)〉등이다. 또 우주세기 이외의 시대에서도 각각의 시대에 사용된 무언가의 가까운 것이 어떠한 형태로인가 등장하고 있다. 워돔(형식번호가 네오재팬제 MA)이나 곳조(형식번호나 콕핏구조가 신연방제)등이 그것에 해당된다.
그리고 과거의 건담시리즈에서 그려지지 않은 기기도 〈흑역사의 유산〉으로 등장한다. 〈월광접〉에 의해 과거의 역사를 〈흑역사〉로서 묻어버렸다고 생각되는 ∀건담과 턴 X 두 대의 MS, 〈흑역사〉시대에서 수천년 이상동안 지구궤도상에 떠있는 궤도 엘리베이터 등이 해당된다.

## 그 밖의 사용법
영어에서의 "Black history"는 《∀건담》과는 관계 없이 같은 뜻으로 사용되는 외에 〈흑인의 역사〉라는 의미로 쓰이기도 한다.
흑역사를 홋카이도 개척시대의 구속적이고 비인간적인 노동 형태와 검은 다이아몬드(=석탄)에 비유하여 버스 투어를 운영하는 회사(엔간 버스)도 있다.